# Nedelja
Nedélja je dan v tednu med soboto in ponedeljkom. Po sodobnem evropskem pojmovanju je nedelja zadnji dan v tednu, po starem judovskem in starem egipčanskem gledanju pa prvi.
Za večino kristjanov je nedelja dan čaščenja in počitka.
Iz tega izhaja tudi slovensko ime nedelja, torej »dan, ko se ne dela«.
Volitve v Republiki Sloveniji potekajo ob nedeljah. 